# Aeródromo
Aeródromo é qualquer superfície, terrestre ou aquática, que possua infraestrutura destinada à aterragem (inclusive amaragem), à decolagem e à movimentação de aeronaves.
Em Portugal, um pequeno aeródromo de importância regional que atenda primariamente à aviação geral é também conhecido como "campo de aviação".

## Classificação dos aeródromos
A principal diferença entre os aeródromos e os aeroportos são os parâmetros operacionais disponibilizados, sendo que os aeroportos precisam atender requisitos operacionais mínimos para serem formalmente definidos como tal; por esse motivo, todos os aeroportos podem ser referidos como aeródromos, mas o inverso não é verdadeiro.
Os documentos da "International Civil Aviation Organization" (ICAO) usam o termo aeródromo. No entanto, o termo "aeroporto" superou o seu uso, principalmente após a Segunda Guerra Mundial, na linguagem coloquial.

### Classificação por tipo

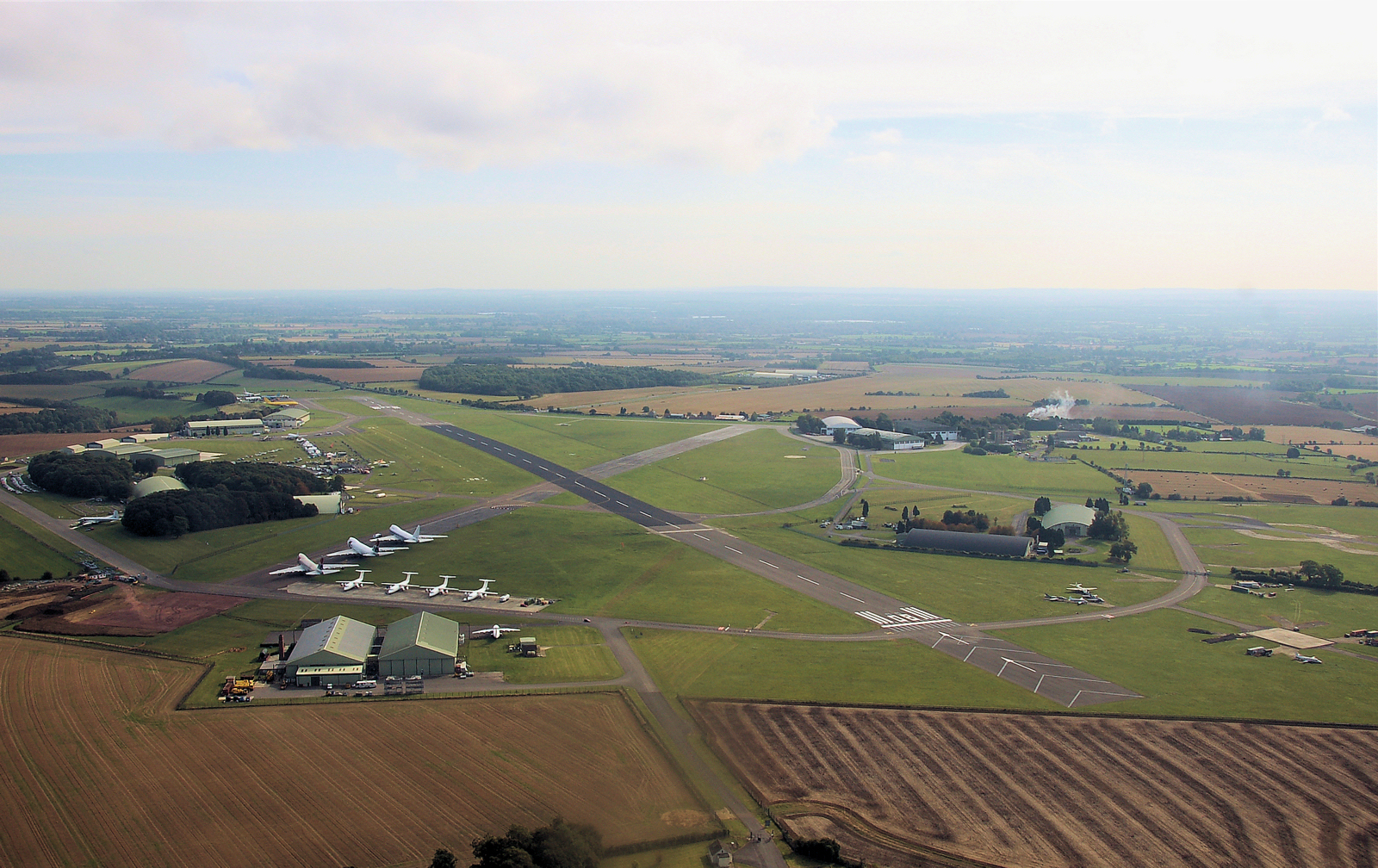
O aeródromo de Cotswold, na Inglaterra.

O conceito de aeródromo é bastante abrangente, razão por que existem diversos tipos de aeródromo, ou seja, diversas superfícies, inclusive sobre a água, que podem ser consideradas aeródromos. Exemplos de aeródromos incluem:
- Os aeroportos.[7] No Brasil, um aeroporto é um aeródromo público, e, para adquirir esse status, é necessário que, além de ser público, possua instalações e facilidades que deem suporte às operações das aeronaves e ao embarque e desembarque de pessoas e cargas.[nota 3]
- Todos os helipontos, inclusive os situados no topo de edifícios, de navios, de plataformas de petróleo etc.
- Todos os heliportos, independentemente de serem autônomos ou estarem situados dentro de grandes aeroportos.
- Todos os demais aeródromos, inclusive os que utilizam pistas de terra em fazendas, descampados etc. e os que estejam situados em lagos, lagoas etc. (destinados aos pousos e decolagens de hidroaviões).

### Classificação por finalidade de uso
Os aeródromos são classificados em civis ou militares. Os aeródromos civis têm por finalidade a utilização de aeronaves civis e os militares a utilização de aeronaves militares, porém os aeródromos civis poderão ser utilizados por aeronaves militares e vice-versa, desde que nos termos estabelecidos pela autoridade aeronáutica.

#### Subclassificação dos aeródromos civis
Os aeródromos civis subclassificam-se em públicos e privados. A diferença básica reside no fato de que os aeródromos civis públicos podem ser explorados comercialmente, mas os civis privados não.

#### Subclassificação dos aeródromos militares
Os aeródromos militares não são subclassificados, tendo em vista que, dada a natureza e finalidade deles, estabelecida por legislação específica, trata-se todos evidentemente de aeródromos públicos que não podem ser explorados comercialmente.

## Estrutura de um aeródromo
Os principais elementos estruturais de um aeródromo são:
- Pátio: região de um aeródromo terrestre na qual as aeronaves são abrigadas para que se possa executar:
- #O embarque e desembarque de passageiros e cargas.
- #O reabastecimento das aeronaves.
- #O estacionamento e manutenção das aeronaves.
- Área de manobras: região do aeródromo destinada ao pouso, à decolagem e ao taxiamento das aeronaves. Exclui o(s) pátio(s).
- Área de movimento: região do aeródromo destinada ao pouso, à decolagem e ao taxiamento das aeronaves, e destinada também às atividades que são realizadas no(s) pátio(s) do aeródromo. Em outras palavras: área de movimento = área de manobras + pátio(s).
- Área de pouso ou pista: porção da área de movimento destinada aos pousos e decolagens das aeronaves.

Nos aeroportos há também ao menos um aerogare ou terminal aeroportuário, que é uma edificação na qual os passageiros e/ou cargas são todos movimentados entre os transportes de solo e as facilidades que lhes permitem embarcar e desembarcar das aeronaves. O aerogare de passageiros é denominado terminal de passageiros e o aerogare de cargas é denominado terminal de cargas. Um exemplo é o Aeroporto Internacional de São Paulo-Guarulhos, que possui 3 terminais de passageiros e 1 terminal de cargas.

## Aeródromos por país
Em Portugal existem aproximadamente 40 aeródromos, incluindo os três aeroportos.
O Brasil possui aproximadamente 2901 aeródromos civis privados e 714 aeródromos civis públicos. Desses aeródromos civis públicos, 45 são aeroportos (nacionais ou internacionais), dos quais 33 são internacionais. O Brasil também possui 29 aeródromos exclusivamente militares.